# Marc Estal·li
Marc Estal·li (en llatí Marcus Stallius) va ser un arquitecte romà, actiu el segle i aC.
Juntament amb el seu germà Gai Estal·li i un tercer arquitecte de nom Menalip, van reconstruir l'Odèon de Pèricles a Atenes que havia estat cremat per Aristió durant les guerres mitridàtiques l'any 86 aC. La nova construcció la va finançar Ariobarzanes II rei de Capadòcia i es va construir entre el 65 aC i el 52 aC. Els noms dels arquitectes consten a la base d'una estàtua erigida en honor del patró Ariobarzanes.